# Roger Rekless

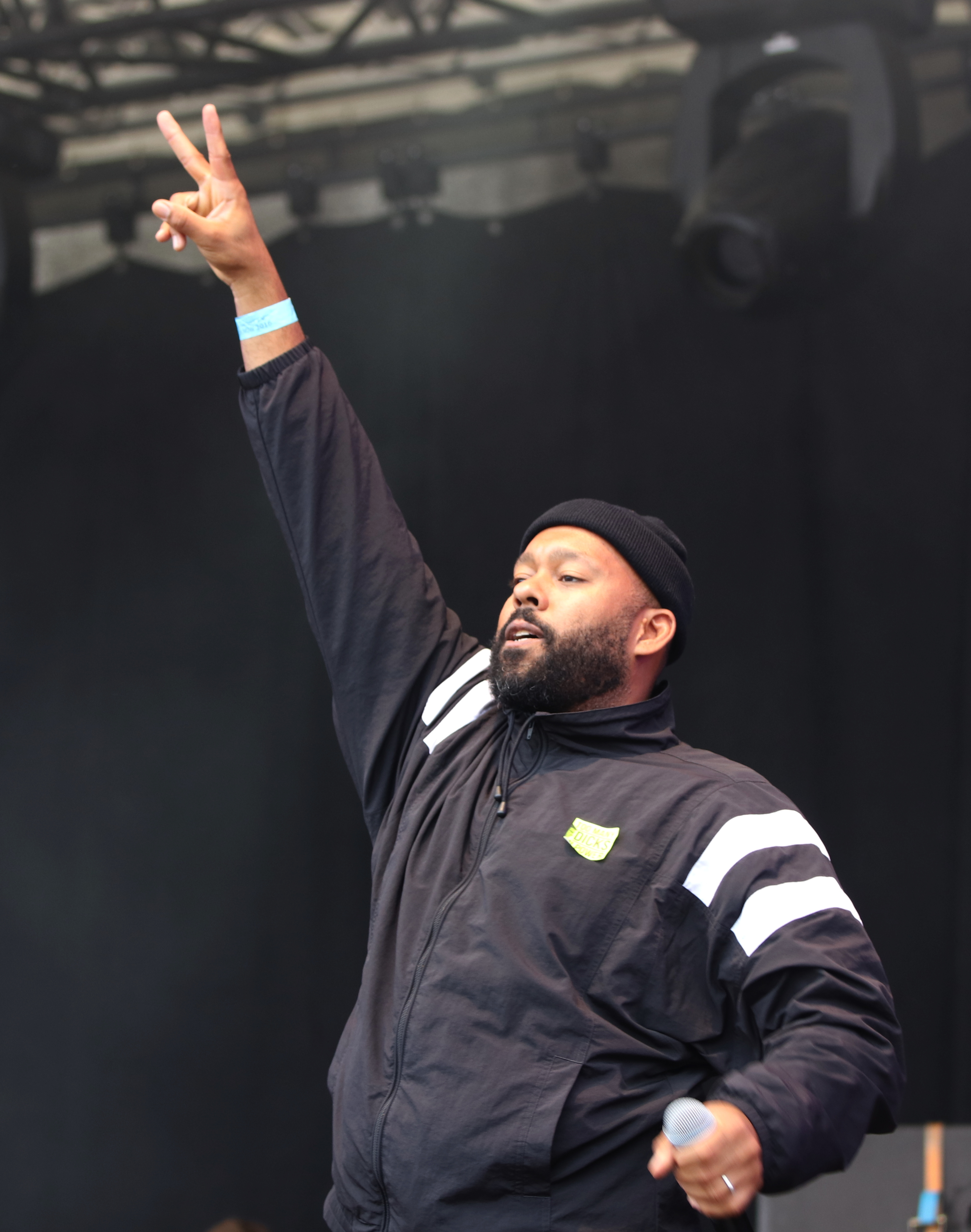
Roger Rekless, auf der #ausgehetzt-Demo 2018

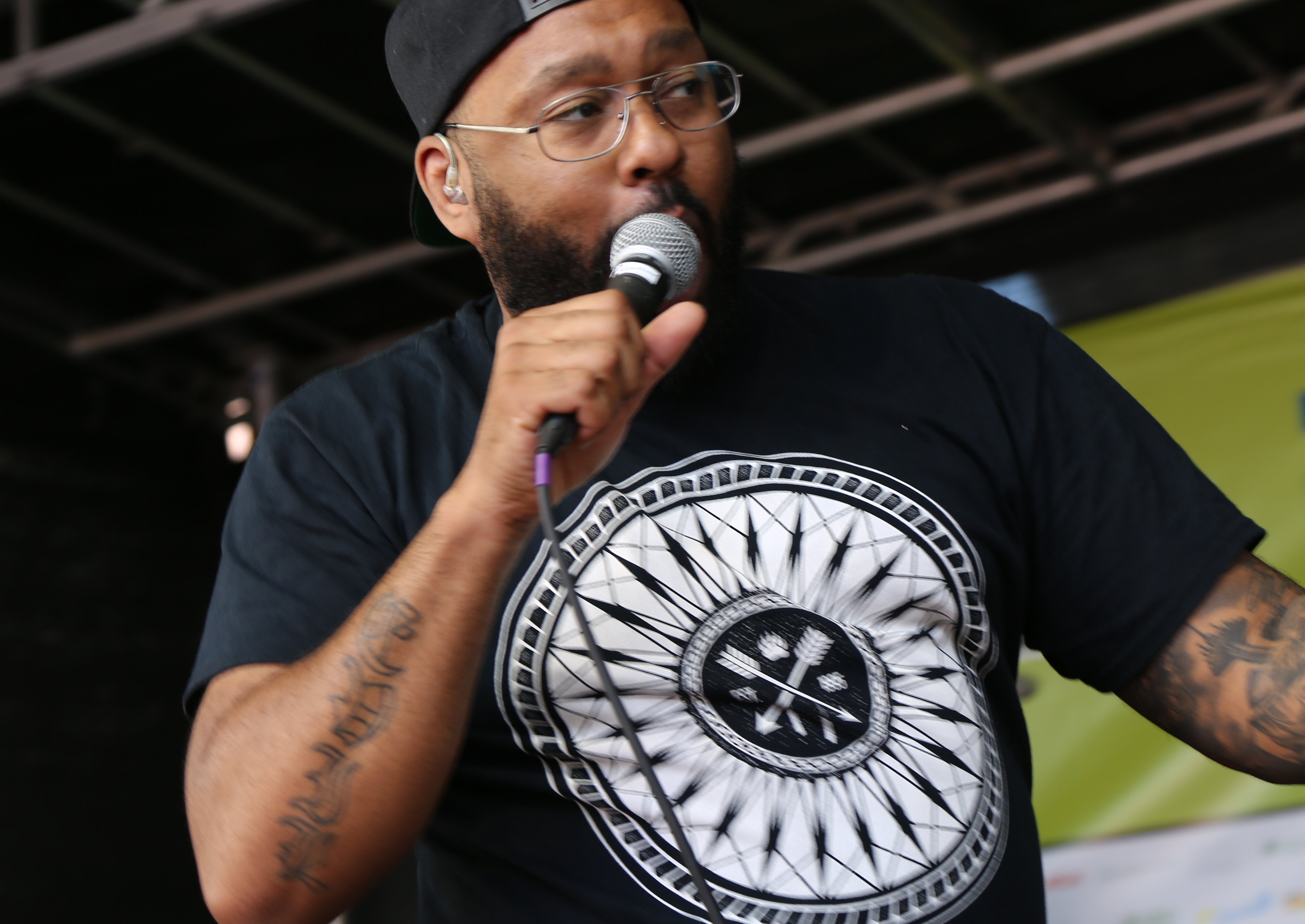
Roger Rekless, auf der NoPAG-Demo 2018

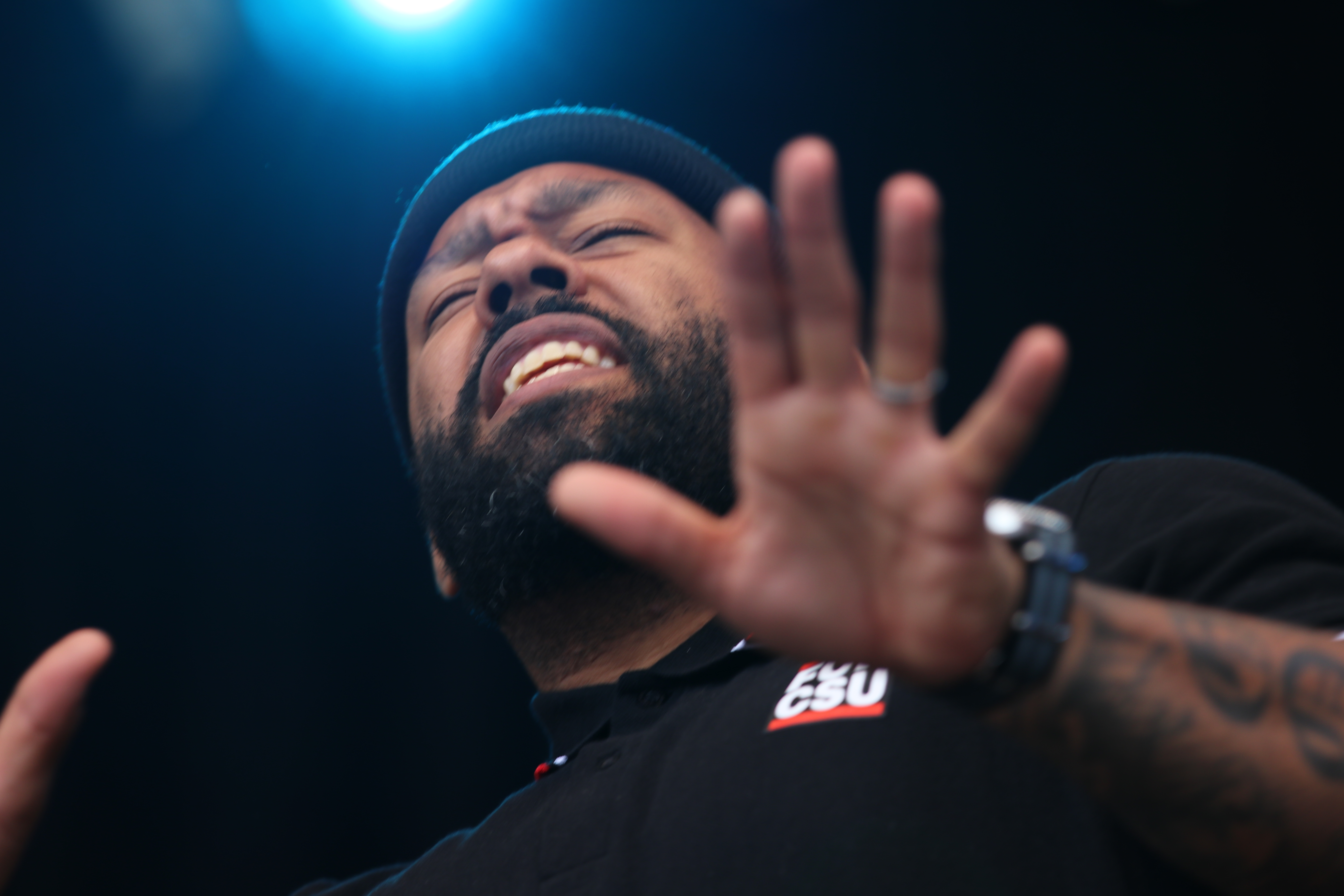
Roger Rekless, auf der #ausgehetzt-Demo 2018

Roger Rekless (bürgerlich David Mayonga; * 25. Februar 1981 in München), auch bekannt als Rekless oder Komma 8, ist ein deutscher Musiker, Produzent, Moderator, Autor und Synchronsprecher.

## Leben
David Mayonga wurde 1981 als Kind eines kongolesischen Vaters und einer deutschen Mutter (* 1951) in München geboren und wuchs mit seiner Mutter in Markt Schwaben auf.
Mayonga ist studierter Pädagoge mit Magisterabschluss und arbeitete in der offenen Jugendarbeit beim Kreisjugendring München-Stadt. Für das Goethe-Institut ist er international tätig, um die deutsche Sprache an Schulen zu fördern. Hierfür hielt er z. B. Hip-Hop-Workshops in Island und Australien.

### Rundfunk
Bereits 2014 startete die 2-stündige Rekless Show beim Jugendkanal des Bayerischen Rundfunks, welche seit 2017 wieder monatlich auf Bayern 3 zu hören ist. Seit August 2015 ist er fest als Moderator beim Jugendkanal Puls des Bayerischen Rundfunks. Er moderierte zusammen mit Verena Fiebiger bis zur Einstellung Ende 2018 auch das tägliche zweistündige Puls-Format auf Bayern 3.
Für seine Arbeit als Moderator bei Puls erhielt er 2019 den Deutschen Radiopreis als bester Newcomer.
Im Februar 2021 trat er als Moderator des 12-stündigen Dokumentar-Hörspiels Saal 101 auf. Die Produktion des Bayerischen Rundfunks verdichtet Originalmitschriften aus dem NSU-Prozess zu einer Darstellung des Rassismus der Täter und der Gesellschaft.
Seit Oktober 2021 erscheint über Amazon Music im zwei-Wochen-Rhythmus sein eigener Podcast Talk Black – Leben trotz Rassismus. Sein Ziel sei es, detaillierte Aufklärungsarbeit zu leisten. Seine Gäste waren bisher z. B. Alice Hasters, Malcolm Ohanwe und Malik Harris.
Zudem wurde er als Co-Moderator für den Deutschen Musikautor*innenpreis 2022 der GEMA bekanntgegeben.

### Rekless tut Dinge
Unter Rekless tut Dinge fasst er selbst seine vielen verschiedenen, oft aktivistischen, Tätigkeiten zusammen.
Auf seinem Instagram-Kanal benutzt er diesen Titel als Profilbeschreibung und geht dort z. B. jeden Sonntag unter Lesen gegen rechts live. „Bei Lesen gegen rechts liest er entweder aus seinem Buch oder anderer Lektüre, die ihm wichtig ist im Kampf gegen Rassismus und jegliche Diskriminierung.“
Immer wieder liest und rappt er auch live für verschiedenes Publikum, wie zum Beispiel an einer Regensburger Realschule, um dort mit den Jugendlichen über diese Themenbereiche zu sprechen und dafür zu sensibilisieren. Rekless tritt außerdem regelmäßig auf verschiedenen Demonstrationen auf, wie zum Beispiel der #ausgehetzt und der Black lives matter Demo in München.
2019 erschien sein erstes Buch Ein Neger darf nicht neben mir sitzen, in dem er vor allem über Alltagsrassismus aufklären möchte.
Bei Warner TV Serie erschien im Mai 2022 unter der Regie von Florian Gaag die Serie Almost Fly, die von den Anfängen des deutschen Rap erzählt und bei der Rekless die Rolle des DJ Nasty spielt. Zudem schrieb er einige Songs eigens für die Serie.
Synchronarbeit
2024 übernahm Mayonga die Synchronisation von Halbgott Maui in Vaiana 2, der im Original von Dwayne Johnson gesprochen wird.

## Musik

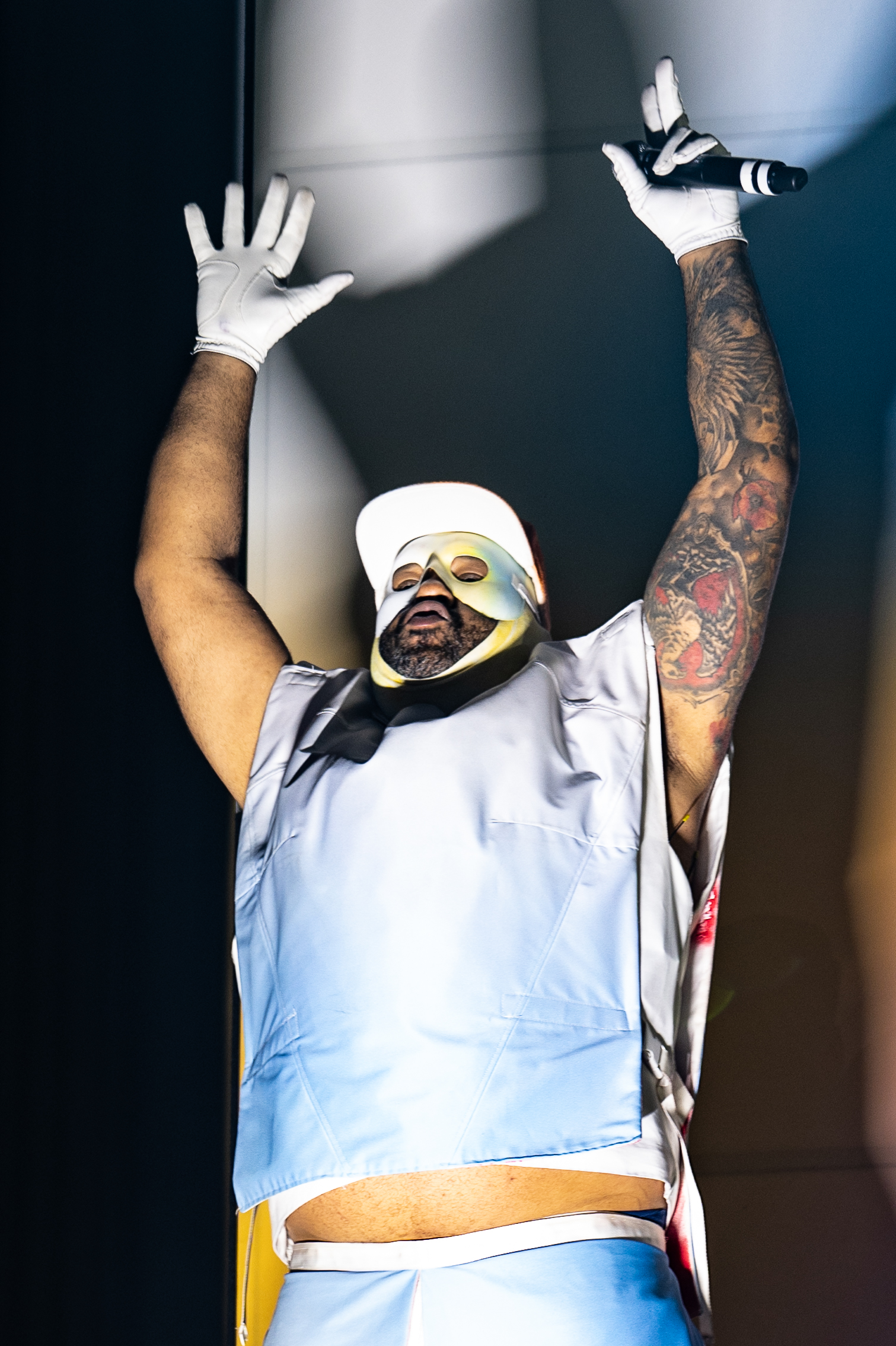
Roger Rekless mit Deichkind auf dem Southside Festival 2024

Er begann Mitte der 1990er Jahre mit DJing und Scratchen und wurde daraufhin zum Rappen bewogen. 1997 gründete er seine erste Band, die Turntable Technicians, aus denen später die Plastik Jugganots hervorgingen, noch zu seiner Schulzeit hatte die Band einen Vertrag mit einem Major-Label. Ende der Neunzigerjahre beginnt er mit der Produktion von Beats. 2001 spielte er mit Raptile sein erstes Album Da Basilisk’s Eye und mehrere EPs und mit 4 zu 1 deren erste EP ein. Von 2002 bis 2005 war er Mitglied der Band The Intrudas, mit der er zwei Alben einspielte, in derselben Zeit wirkte er als Scratcher und Sänger auf zwei Alben von Main Concept mit. Neben seinen Tätigkeiten als Hip-Hop-Musiker war er Bassist der Münchner Metal-Band 089 und ist ständiger Bühnengast der Capones.
Sein Solo-Debütalbum Von zu Hause aus erschien 2006, im gleichen Jahr wie das erste Album seiner Band 4 zu 1. Ebenfalls 2006 war er in einer Nebenrolle des Films Wholetrain zu sehen, in dem die Graffitiszene behandelt wird. 2008 tourte er mit dem Soloprojekt des Blumentopf-Rappers Roger Manglus durch Deutschland, Österreich und die Schweiz, seit 2009 ist er als MC und Gitarrist Mitglied von Team MAKASI, mit der er im gleichen Jahr die EP Bis es einer Mitkriegt veröffentlicht, 2010 veröffentlichte er gemeinsam mit Boshi San, einem Mitglied des Team MAKASI, das Album H.e.R.B. Im September 2012 erschien das Album Makasi von Team Masaki im Eigenvertrieb.
Seit 2013 singt Rekless bei der Münchner Crossover-Band GWLT.
Beim Splash!-Festival 2017 eröffnete Roger Rekless das Festival und moderierte die Hauptbühne.
Seit September 2019 gehört er außerdem zur Live-Crew der Band Deichkind und ist in deren Video zur Single In der Natur (2022) und dem zur Single Geradeaus (2022) zu sehen.

## Diskografie

### Alben
- 2001: Da Basilisk’s Eye (Raptile & Roger Rekless)
- 2002: Three Days in September (The Intrudas)
- 2003: >>MUC>>NYC>>STHLM>>BRM (Main Concept)
- 2004: Penetrate the Empty Space (The Intrudas)
- 2005: Equlibrium (Main Concept)
- 2006: Von zuhause aus
- 2006: Abenteuer hoch 3 (4 zu 1)
- 2009: Bis es einer mitkriegt (Team Makasi)
- 2010: H.e.R.B. (mit Boshi San)
- 2011: manifest EP
- 2012: Makasi (Team Makasi)
- 2013: The Thelonious Freestyles Vol. 1
- 2015: David gegen Goliath (Album Mama von MoTrip)
- 2016: Stein und Eisen (GWLT)
- 2019: Über die Natur der Dinge
- 2022: Melanin

### Singles und EPs
- 2009: Halt Dein Kind hoch EP
- 2012: Pump yo Fist (Team Makasi)
- 2013: Ohne Anfang ohne Ende EP (GWLT)
- 2014: Psychogenese in Zeiten der Apokalypse EP (GWLT)
- 2014: Wir sind keine Helden (GWLT)
- 2014: Ohne Anfang ohne Ende (GWLT)
- 2015: Weil wir viele sind (GWLT)
- 2015: Ruhe und Frieden (GWLT)
- 2015: Die Grundmauern der Furcht (GWLT)
- 2018: Fürchtet euch nicht (Ringlstetter, Dicht&ergreifend)
- 2018: Alles normal (GWLT)
- 2018: Ich renn
- 2018: No oane nehma (Bavarian Squad)
- 2019: Drums
- 2019: Nachkommen
- 2019: Squad Back EP
- 2019: X-Single
- 2019: Was bin ich für Dich?
- 2019: Hart auf Hart
- 2019: Goma
- 2020: Rekless Tourbeats
- 2021: Wie Black
- 2021: Planspiel
- 2021: Cop am Block
- 2022: Step
- 2022: Ich halt Dich fest (mit Celina Bostic und Fayim)
- 2022: Keine Diskussion

## Synchronisation
- 2024: Vaiana 2: Dwayne Johnson als Maui

## Publikationen
- David Mayonga aka Roger Rekless mit Nils Frenzel: „Ein Neger darf nicht neben mir sitzen“. Eine deutsche Geschichte. Komplett-Media, München/Grünwald 2019, ISBN 978-3-8312-6995-2.